# کریستیانا لویزو
کریستیانا هاجیوردانوس (به یونانی: Χριστιάνα Λοΐζου Χατζηιορδάνους/ بلغاری: Християна Лоизу Хаджийорданус) خواننده قبرسی الاصل است. وی بعد از شرکتش در نمایش استعدادیابی در سال ۲۰۱۵ به کریستیانا لویزو معروف شد.